# Holly Springs, Mississippi
Holly Springs är administrativ huvudort i Marshall County i Mississippi. Vid 2010 års folkräkning hade Holly Springs 7 699 invånare.

## Kända personer från Holly Springs
- Wall Doxey, politiker
- Charlie Feathers, musiker
- Syl Johnson, musiker
- Ida B. Wells, journalist